# Horcajo de la Sierra-Aoslos
Horcajo de la Sierra-Aoslos ist eine Gemeinde (municipio) mit 233 Einwohnern (Stand: 2024) in der Autonomen Gemeinschaft Madrid im Zentrum Spaniens. Zur Gemeinde gehört auch die Ortschaft Aoslos. Der Verwaltungssitz befindet sich in Horcajo de la Sierra. Bis 2009 hieß die Gemeinde nur Horcajo de la Sierra. 

## Lage und Klima
Horcajo de la Sierra-Aoslos liegt etwa 90 Kilometer nordnordöstlich von Madrid in einer Höhe von ca. 1070 m. 
Durch die Gemeinde führt die Autovía A-1. 

## Bevölkerungsentwicklung
| Jahr      | 1970 | 1981 | 1991 | 2001 | 2011 | 2021 |
| Einwohner | 196  | 148  | 119  | 146  | 176  | 170  |

## Sehenswürdigkeiten
- Isidorkirche (Iglesia de San Isidro) in Aoslos

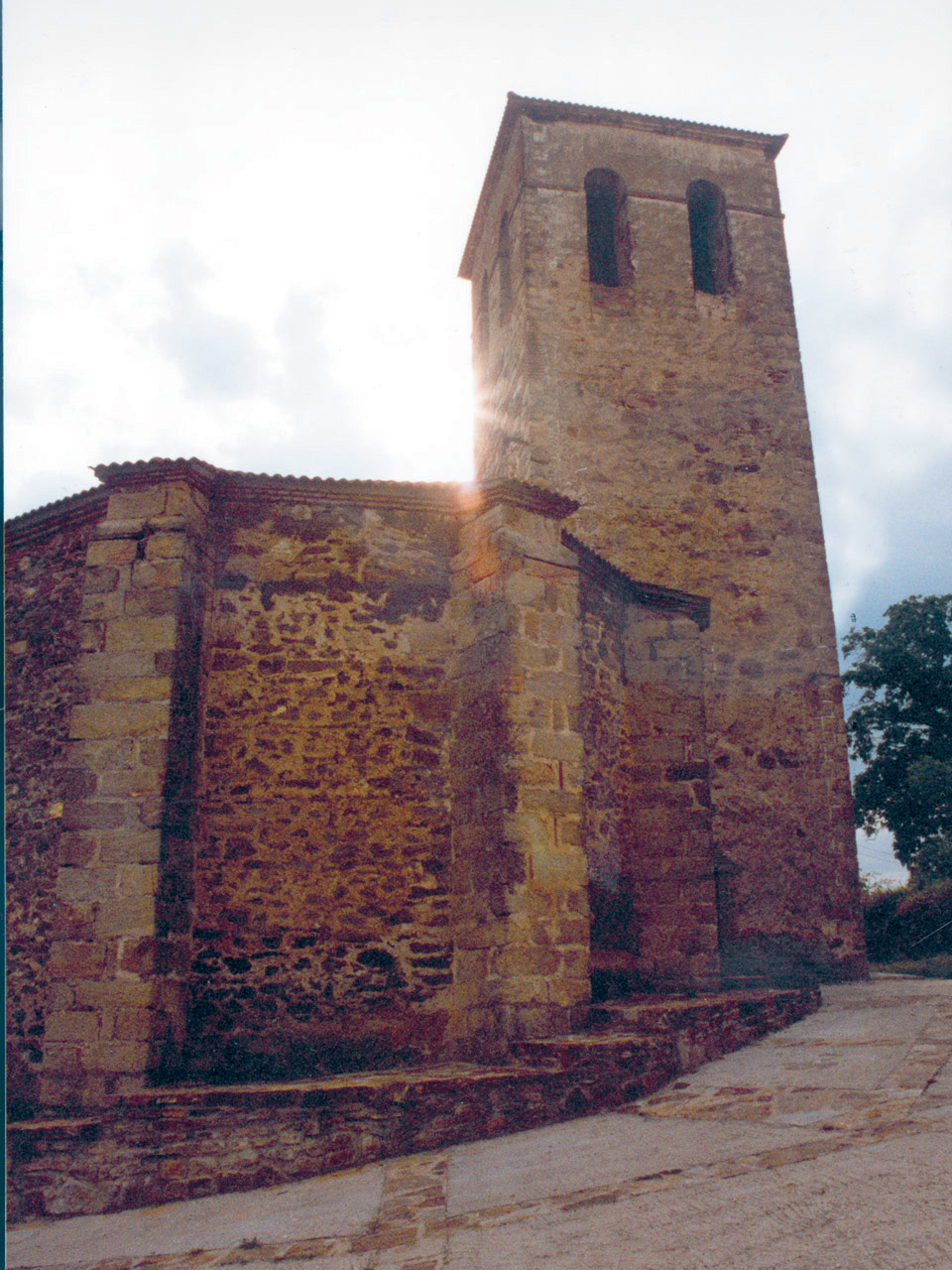
Isidorkirche